# コドモ警視
『コドモ警視』（コドモけいし）は、毎日放送（MBS）制作、TBS系列で2013年1月から3月まで木曜深夜ドラマ枠で放送された日本のテレビドラマ。
『コドモ警察』（2012年4月期）のスピンオフ作品で、本庁捜査員の警視・間聖四郎が刑事の仕事の傍ら、通学している小学校内で起こる小さな難事件を次々と解き明かしていく。マリウス葉（Sexy Zone）は、本作が連続ドラマ単独初主演。
キャッチコピーは「謎は、ざっくりと解けた!」

## キャスト

### 主人公
間 聖四郎  (38) - マリウス葉（Sexy Zone）（大人の声：宮野真守）
主人公の警視。
6年2組の児童だが、担任教師の今野には警視であることを知られている。感情が高ぶるとドイツ語を話す。また、怪談やお化けの類が怖いという一面も見せる。
終業後に学校から本庁の捜査会議へ向かおうとするたびに、校内で起こった些細な事件の解決を今野に押し付けられたあげく、「この事件、私がわざわざ解いてあげましょう」という一言で依頼を引き受ける。その影響で、会議への遅刻や欠席を余儀なくされたため、一時は会議のメンバーから外されてしまう。
「謎は、ざっくりと解けた!」という当作品のキャッチフレーズは、聖四郎が事件解決へのヒントを見付けた時の決め台詞。また放送上は、オープニングと推理シーンのモノローグのみ、宮野の声に吹き替えられている。

### 小学校
今野 敏文 (30) - 浜野謙太
6年2組担任。デートの妄想を抱くほど、養護教諭の香に好意を持っている。
校内で些細な事件が起きるたびに、香の前で自分が解決したように見せかけるべく、聖四郎の弱みにつけ込んで彼に解決を強要してきた。しかし、「ランドセル探偵」と称する6年3組の転入生・瞬が聖四郎に推理勝負を持ち掛けたことをきっかけに、聖四郎へ肩入れするようになった。
東原 圭一 (30) - 松尾英太郎
美術教師。有栖川の指導担当。
今野と同じく香に好意を持っているため、香を先にデートに誘うことについて今野と競い合っている。しかし、「校内に仕掛けた爆弾を卒業式で爆発させる」という旨を暗号で示した脅迫文が学校へ届いたことをきっかけに、聖四郎や今野から脅迫への関与を疑われる。最終回の終盤で高村を襲撃し、絞殺しようとした。また、レッドヴィーナスに関与していたことが自供により判明した。そして、有栖川によって逮捕された。（有栖川については後述）
北林 ユミ (11) - 南乃彩希
聖四郎に憧れている同級生。ただし、聖四郎からはあまり相手にされていない。
瞬が転入してからは、「助手」として彼が事件を解決できるように協力する。
有栖川 ありさ (23) - 森カンナ（第6 - 最終話）
6年3組担任。巡査部長。赴任早々聖四郎を「名探偵くん」と呼ぶ。
聖四郎や先輩教師の今野に対して、冷ややかに接しているため、今野からは「生意気」と見られている。
最終話で、刑事であることが判明した。
鳴海 瞬 (11) - 濱田龍臣（第7 - 最終話）
卒業の直前に6年3組へ転入してきた「ランドセル探偵」。
ミステリーが好きで、「ランドセルの名にかけて、事件を解決してあげましょう」が口癖。転入するまでは、ミステリーに縁のある日本海側の都市や、パリ・ニューヨーク・ロンドンで暮らしていた。
前述の脅迫文が学校に届いた際には、聖四郎に暗号の解読勝負を持ちかけた。聖四郎からは自作自演の疑いを掛けられたが、瞬は脅迫への関与を否定。真犯人を突き止めるために、聖四郎やユミたちと協力しながら推理を進める。
高村 香 (33) - 釈由美子
養護教諭。警部補。聖四郎の部下だが、校内では彼以外に正体を見せていない。
聖四郎のことを憎からず思っており、さりげなくアプローチも試みているが、いつも聖四郎にクールにかわされている。放送上は、今野の妄想シーンにも登場する。
釈は、本編のクランクイン直後に、他局の番組ロケで左足を骨折した。その後は治療と並行しながら撮影を続けていたが、患部に回復の兆しが見られないため、当作品のクランクアップを機に患部のリハビリと静養を優先することを表明している。
当作品では、骨折直後から、会話のシーンはベッドや椅子に座ったまま上半身だけを撮影。第4話までの歩行シーンでは、後ろからの構図に変更したうえで、代役を立てていた。さらに、第5話では「校内の階段から何者かに突き落とされた」というエピソード（後述）を挿入。以降の登場シーンの大部分では座ったまま、あるいは車椅子に乗った姿で登場している。

### 特殊捜査課
学校の事件解決に行き詰まり思い悩む聖四郎に、それぞれの場所でヒントやアドバイスを与える。
大沼 茂 (50) - 鈴木福（第1話・最終話）
通称：デカ長。
国光 信 (23) - 勝地涼（第1 - 2話）
本庁から異動してきた新人刑事。
林 舞子 (30) - 本田望結（第6話・最終話）
通称：マイコ。
渡辺 稔 (59) - 鏑木海智（第2・7話・最終話）
通称：ナベさん。
下山 武雄 (49) - 青木勁都（第2話・最終話）
通称：イノさん。
川島 寛太 (39) - 秋元黎（第3話・第8 - 最終話）
通称：スマート。
野上 浩二郎 (29) - 相澤侑我（第4話・最終話）
通称：エナメル。
今村 剛 (28) - 竜跳（第5話・最終話）
通称：ブル。

### ゲスト
第1話から第7話までは1話完結形式。第8話から最終話までは連続したストーリーで、新規のゲストは登場しない。

#### 第1話
宮部 サチ (11) - 香音
6年2組児童。
急に成績が上がったことから、担任・今野からカンニング行為を疑われている。
森 広正 (11) - 林凌雅
6年2組児童。

#### 第2話
岡島 和人 - 上妻成吾
校長室に強盗が入り、給食費を盗んでいったと聖四郎や今野に説明する。金庫を開けると爆弾が爆発するというメモが残されていた。

#### 第3話
京極 奈津美 (11) - 木村真那月
6年1組児童。鮮魚店の娘。怪談で友達を怖がらせるのが趣味。
心霊現象を否定する聖四郎に強硬な姿勢で反論する。
上官 - 小野寺昭

#### 第4話
桐野 麗子 (11) - 白本彩奈
6年1組児童。体育委員。良家の令嬢。
ユミのバレンタイン・チョコレートを盗難した嫌疑を掛けられている。麗子が作ったチョコレートは色もデザインもユミが作ったのと酷似していたが唯一、匂いだけが違っていた。

#### 第5話
木崎 えり - 石井杏子 / 木崎 まり - 石井梨子
高村先生を階段から突き落とした犯人を捜している聖四郎たちに、超能力で事件を引き起こしたと自供する。

#### 第6話
佐藤 昌史 - 大嶋康太
6年3組児童。
社会の教科書偉人落書き事件が起きるが、クラスの中で唯一、佐藤の教科書だけが落書きされていなかった。聖四郎は証拠を掴むために佐藤の机を探っていると、宛名が上様、お品代として切られた領収書が見つかる。
佐藤の父親 - 佐藤二朗
テレビ局プロデューサー。
落書き事件が起きる前から、昌史が問題を起こすたびに学校へ強硬に抗議しているため、今野から「モンスターペアレント」と恐れられている。

#### 第7話
白沢 美緒 - 柴田杏花
下校する前に東原先生にウサギ小屋の施錠を確認してもらうが、翌日飼育小屋に来てみると、ウサギが忽然と姿を消していた。飼育委員として責任を感じ、手塩にかけて育ててきたウサギの安否を心配する。

## スタッフ
- 脚本・監修 - 福田雄一
- 脚本 - ますもとたくや
- 音楽 - 瀬川英史
- 監督 - 久保田博紀、竹園元、深迫康之
- 主題歌 - Sexy Zone「スキすぎて」（ポニーキャニオン）[注 5]
- 助監督 - 戸塚寛人、星秀樹、具有然、高島一希
- スクリプター - 増田ゆみ
- 編集 - 及川勝仁
- タイトル・CG - 本田貴雄
- アニメーション - 加藤和博
- 企画・プロデュース - 森谷雄、蔵本憲昭
- プロデューサー - 花田聖、棚橋裕之、竹園元
- アソシエイトプロデューサー - 山内章弘
- ラインプロデューサー - 的場明日香
- アシスタントプロデューサー - 森本友里恵、加藤智子
- ポストプロダクション - レスパスビジョン
- 製作プロダクション - アットムービー
- 製作 - 「コドモ警視」製作委員会（電通、ポニーキャニオン、アットムービー）、MBS

## 放送日程
| 放送回                                                    | 放送局 | 放送日  | サブタイトル           | 脚本                    | 監督       |
| --------------------------------------------------------- | ------ | ------- | ---------------------- | ----------------------- | ---------- |
| #1                                                        | TBS    | 1月22日 | 謎はざっくりと解けた!  | 福田雄一 ますもとたくや | 久保田博紀 |
| #1                                                        | MBS    | 1月24日 | 謎はざっくりと解けた!  | 福田雄一 ますもとたくや | 久保田博紀 |
| #2                                                        | TBS    | 1月29日 | 爆弾                   | 福田雄一 ますもとたくや | 久保田博紀 |
| #2                                                        | MBS    | 1月31日 | 爆弾                   | 福田雄一 ますもとたくや | 久保田博紀 |
| #3                                                        | TBS    | 2月05日 | 幽霊                   | 福田雄一 ますもとたくや | 竹園元     |
| #3                                                        | MBS    | 2月07日 | 幽霊                   | 福田雄一 ますもとたくや | 竹園元     |
| #4                                                        | TBS    | 2月12日 | バレンタイン!!         | 福田雄一 ますもとたくや | 竹園元     |
| #4                                                        | MBS    | 2月14日 | バレンタイン!!         | 福田雄一 ますもとたくや | 竹園元     |
| #5                                                        | TBS    | 2月19日 | 超能力少女の嘘         | 福田雄一 ますもとたくや | 深迫康之   |
| #5                                                        | MBS    | 2月21日 | 超能力少女の嘘         | 福田雄一 ますもとたくや | 深迫康之   |
| #6                                                        | TBS    | 2月26日 | モンスターペアレント!? | ますもとたくや          | 久保田博紀 |
| #6                                                        | MBS    | 2月28日 | モンスターペアレント!? | ますもとたくや          | 久保田博紀 |
| #7                                                        | TBS    | 3月05日 | 消えたウサギ           | ますもとたくや          | 深迫康之   |
| #7                                                        | MBS    | 3月07日 | 消えたウサギ           | ますもとたくや          | 深迫康之   |
| #8                                                        | TBS    | 3月12日 | ランドセル探偵         | ますもとたくや          | 久保田博紀 |
| #8                                                        | MBS    | 3月14日 | ランドセル探偵         | ますもとたくや          | 久保田博紀 |
| #9                                                        | TBS    | 3月19日 | 赤か!? 青か!?          | ますもとたくや          | 久保田博紀 |
| #9                                                        | MBS    | 3月21日 | 赤か!? 青か!?          | ますもとたくや          | 久保田博紀 |
| #10                                                       | TBS    | 3月26日 | 真犯人は誰だ           | ますもとたくや          | 久保田博紀 |
| #10                                                       | MBS    | 3月28日 | 真犯人は誰だ           | ますもとたくや          | 久保田博紀 |
| 平均視聴率 1.5%（視聴率は関東地区・ビデオリサーチ社調べ） |        |         |                        |                         |            |

## ネット局
| 放送地域       | 放送局      | 系列    | 放送期間                | 放送日時                | ナビ番組放送日時      | 備考              |
| -------------- | ----------- | ------- | ----------------------- | ----------------------- | --------------------- | ----------------- |
| 関東広域圏     | TBSテレビ   | TBS系列 | 2013年1月22日 - 3月26日 | 火曜 24:55 - 25:25      | 1月15日 24:55 - 25:25 | 制作局より2日先行 |
| 近畿広域圏     | 毎日放送    | TBS系列 | 2013年1月24日 - 3月28日 | 木曜 24:55 - 25:25      | 1月17日 25:10 - 25:40 | 制作局            |
| 岡山県・香川県 | 山陽放送    | TBS系列 | 2013年1月30日 - 4月3日  | 水曜 23:50 - 24:20      | 1月23日 23:50 - 24:20 | 6日遅れ           |
| 青森県         | 青森テレビ  | TBS系列 | 2013年1月30日 - 4月3日  | 水曜 25:00 - 25:30      | 1月23日 25:00 - 25:30 | 6日遅れ           |
| 静岡県         | 静岡放送    | TBS系列 | 2013年1月31日 - 4月4日  | 木曜 25:25 - 25:55      | 1月24日 25:25 - 25:55 | 7日遅れ           |
| 岩手県         | IBC岩手放送 | TBS系列 | 2013年3月29日 - 5月31日 | 金曜 15:50 - 16:19      | 3月22日 15:50 - 16:19 | 約2か月遅れ       |
| 高知県         | テレビ高知  | TBS系列 | 2013年4月2日 - 6月4日   | 火曜 25:04 - 25:34      | 放送なし              | 約2か月半遅れ     |
| 鹿児島県       | 南日本放送  | TBS系列 | 2013年4月5日 - 4月19日  | 月 - 金曜 14:00 - 14:30 | 放送なし              |                   |
| 宮城県         | 東北放送    | TBS系列 | 2013年4月16日 - 6月18日 | 火曜 25:50 - 26:20      | 放送なし              | 約3か月遅れ       |
| 山梨県         | テレビ山梨  | TBS系列 | 2013年5月3日 -          | 金曜 25:55 - 26:25      | 4月26日 25:55 - 26:25 | 約3か月半遅れ     |
| 山口県         | テレビ山口  | TBS系列 | 2015年8月24日 - 8月28日 | 月 - 金曜 14:50 - 15:45 | 8月21日 15:20 - 15:50 | 約2年7か月遅れ    |
| 北海道         | 北海道放送  | TBS系列 | 2016年7月25日 - 8月9日  | 月 - 木曜 10:30 - 11:00 | 放送なし              | 約3年6か月遅れ    |